# Гетто в Козловщине (Дятловский район)
Гетто в Козло́вщине (лето 1941 — 24 ноября 1941) — еврейское гетто, место принудительного переселения евреев поселка Козловщина Дятловского района Гродненской области и близлежащих населённых пунктов в процессе преследования и уничтожения евреев во время оккупации территории Белоруссии войсками нацистской Германии в период Второй мировой войны.

## Оккупация Козловщины и создание гетто
Городской поселок Козловщина был захвачен немецкими войсками в июне 1941 года, и находился под оккупацией более 3-х лет — до 13 (9) июля 1944 года.
Вскоре после оккупации немцы, реализуя нацистскую программу уничтожения евреев, создали в посёлке гетто.

## Уничтожение гетто

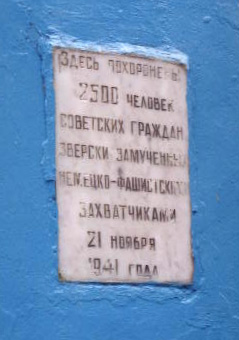
Надпись на памятнике убитым евреям Козловщины

24 ноября 1941 года немцы приказали нескольким десяткам местных жителей вырыть 6 ям недалеко от Козловщины у деревни Маськовцы. Оккупанты выгоняли евреев из домов, грузили на автомобили, вывозили к тем заранее подготовленным ямам и расстреливали. Всего за время этой «акции» (таким эвфемизмом нацисты называли организованные ими массовые убийства) было сделано 13 рейсов. Назавтра, 25 ноября, немцы нашли ещё 18 прятавшихся евреев, отвели на местное кладбище и заставили выкопать могилу. Родители стояли у ямы с детьми на руках. Немцы выстрелили сначала только по детям, а их родителей расстреляли позже — после истязаний. За эти два дня, 24 и 25 ноября 1941 года, были убиты примерно 300 (770) евреев местечка.
Дома убитых были практически разрушены во время поиска якобы спрятанных евреями ценностей.

## Случаи спасения
Среди узников Козловщинского гетто находился Иехезкель Атлас с родителями и сестрой. В ноябре 1941 года его родных убили, но он сам (и ещё несколько человек) сумел бежать, организовал и возглавил партизанский отряд, и до своей смерти в бою в октябре 1942 года мстил нацистам и их пособникам.

## Память
В 1944 году, после освобождения местечка, выяснилось, что в живых из всех евреев Козловщины осталось только 2 человека.
В 1967 году на могиле жертв геноцида евреев в 1 километре к югу от Козловщины у деревни Маськовцы, справа от дороги на Слоним, был установлен обелиск с надписью «Здесь похоронены 2500 человек советских граждан, зверски замученных немецко-фашистскими захватчиками 21 ноября 1941 года».